# Brachymeles isangdaliri
Brachymeles isangdaliri — вид сцинкоподібних ящірок родини сцинкових (Scincidae). Ендемік Філіппін.

## Поширення і екологія
Brachymeles isangdaliri відомі з типової місцевості, розташованої на південному сході острова Лусон, в провінції Аурора. Вони живуть у вологих рівнинних тропічних лісах та у вторинних заростях.